# Roman (Litauen)
Roman (griechisch Ρωμανός (Romanos), kirchenslawisch Роман; † 1362) war orthodoxer Metropolit von Litauen 1355 bis 1362.

## Leben
Roman war Sohn eines Bojaren aus Twer und Verwandter von Uljana von Twer, der zweiten Ehefrau des litauischen Großfürsten Algirdas. Er wurde Mönch. 1352 ging er nach Konstantinopel.
1354 wurde er in Konstantinopel erwähnt. 1355 erschien er als Zeuge in einem Vertrag zwischen dem byzantinischen Kaiser Johannes V. und dem bulgarischen Zaren Johannes Alexander erstmals als Metropolit von Litauen. Im selben Jahr wurde sein Name in einem Verzeichnis des Synods von Konstantinopel erwähnt, an sechster Stelle nach dem Patriarchen; der Moskauer Metropolit erschien erst an zwölfter Stelle.
1356 wurden in Konstantinopel die Zuständigkeitsbereiche der beiden Metropoliten der Rus festgelegt: Roman war Metropolit für Litauen und Kleinrussland, Alexej für Kiew und Moskau. Zu Romans Amtsbereich gehörten die Eparchien Polozk, Turow, Wladimir-Wolynskyj, Przemyśl, Galizien, Luzk, Chełm, Tschernigow, Smolensk, Brjansk und Belgorod.
1360 weilte Roman in Twer. 1361 wurden ihm in Konstantinopel Litauen (Polozk, Turow, Nawahradak) und Kleinrussland bestätigt. 1362 starb Roman.